# Criminal Minds (1.ª temporada)
A primeira temporada de Criminal Minds estreou na CBS em 22 de setembro de 2005 e terminou em 10 de maio de 2006.

## Elenco

### Principal
- Mandy Patinkin como Agente Especial de Supervisão Jason Gideon (Agente Sênior da BAU);
- Thomas Gibson como Agente Especial de Supervisão Aaron "Hotch" Hotchner (Chefe da Unidade BAU);
- Lola Glaudini como Agente Especial Supervisora Elle Greenaway (Agente BAU);
- Shemar Moore como Agente Especial de Supervisão Derek Morgan (Agente BAU);
- Matthew Gray Gubler como Agente Especial de Supervisão Dr. Spencer Reid (Agente BAU);
- A. J. Cook como Agente Especial de Supervisão Jennifer "JJ" Jareau (BAU Communications Liaison) Cook se juntou ao elenco principal após o episódio piloto. Sua primeira aparição foi no segundo episódio "Compulsion";
- Kirsten Vangsness como Agente Especial Penelope Garcia (Analista Técnica BAU).

### Recorrente
- Meredith Monroe como Haley Hotchner;
- Jane Lynch como Diana Reid.

## Estrelas Convidadas

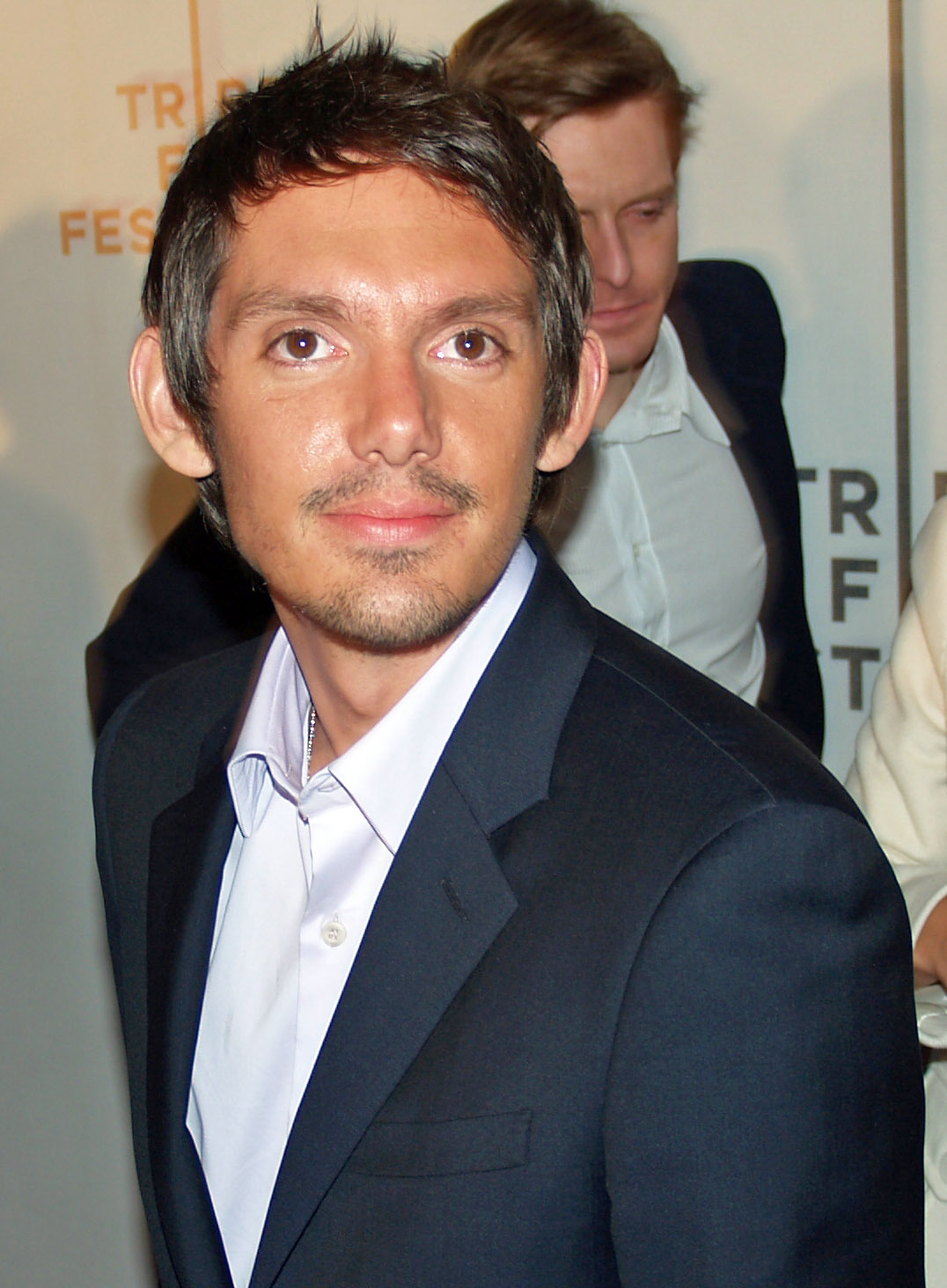
Lukas Haas aparece nos dois primeiros episódios como The Footpath Killer.

No episódio piloto, "Extreme Aggressor", Andrew Jackson co-estrelou como Timothy Vogel. Chelah Horsdal co -estrelou como sua vítima, Heather Woodland. No episódio "Won't Get Fooled Again", Tim Kelleher co -estrelou como Adrian Bale, um homem-bomba responsável pela morte de seis agentes do FBI. No episódio "Plain Sight", Kirk BR Woller co -estrelou como estuprador em série Franklin Graney. No episódio "Broken Mirror", Matt Letscher co -estrelou como Vincent Shyer, um perseguidor erotomaníaco que sequestra uma das filhas gêmeas do promotor público assistente executivo Evan Davenport, interpretado por Robin Thomas. Elisabeth Harnois co-estrelou em um papel duplo como filhas de Davenport, Patricia e Cheryl.

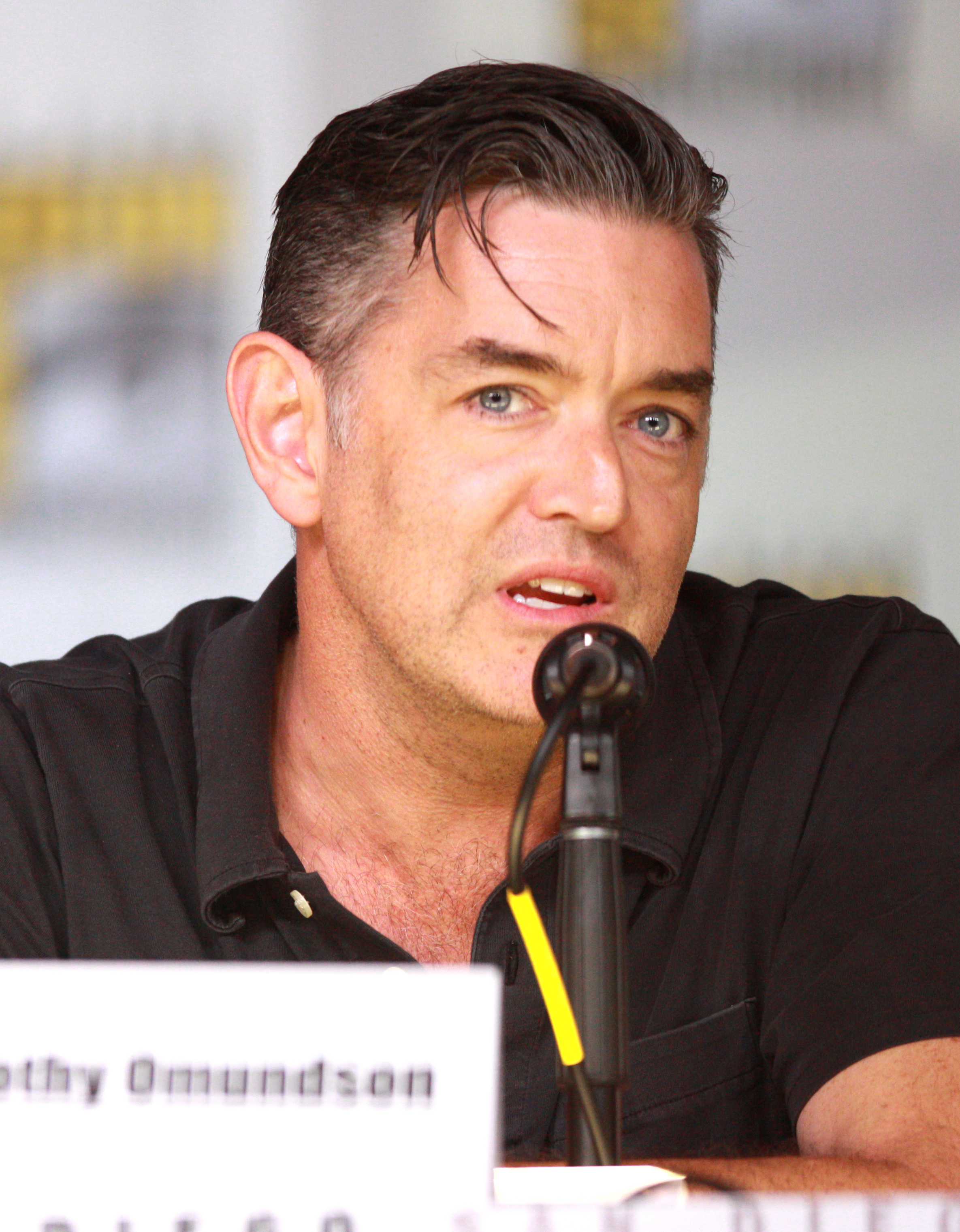
A estrela de Psych Timothy Omundson aparece no episódio "LDSK" como Phillip Dowd.

No episódio "LDSK", Marcus Giamatti co -estrelou como Barry Landman, um cirurgião de trauma narcisista suspeito de cometer vários tiroteios. Paula Newsome interpreta a detetive Shea Calvin, que lidera a investigação dos tiroteios. No episódio "The Fox", Neal Jones co-estrelou como um dos criminosos mais notórios da série, Karl Arnold, também conhecido como "The Fox", um serial killer que mata famílias inteiras. Tony Todd co-estrelou como Eric Miller, um homem que foi preso injustamente pelo assassinato de sua família. No episódio "Natural Born Killer", Patrick Kilpatrick co-estrelou como Vincent Perotta, um assassino profissional que sequestra o agente do FBI Josh Cramer da Unidade de Crime Organizado. Francesco Quinn co-estrelou como Michael Russo, um chefe da máfia que contrata Perotta para sequestrar Cramer.

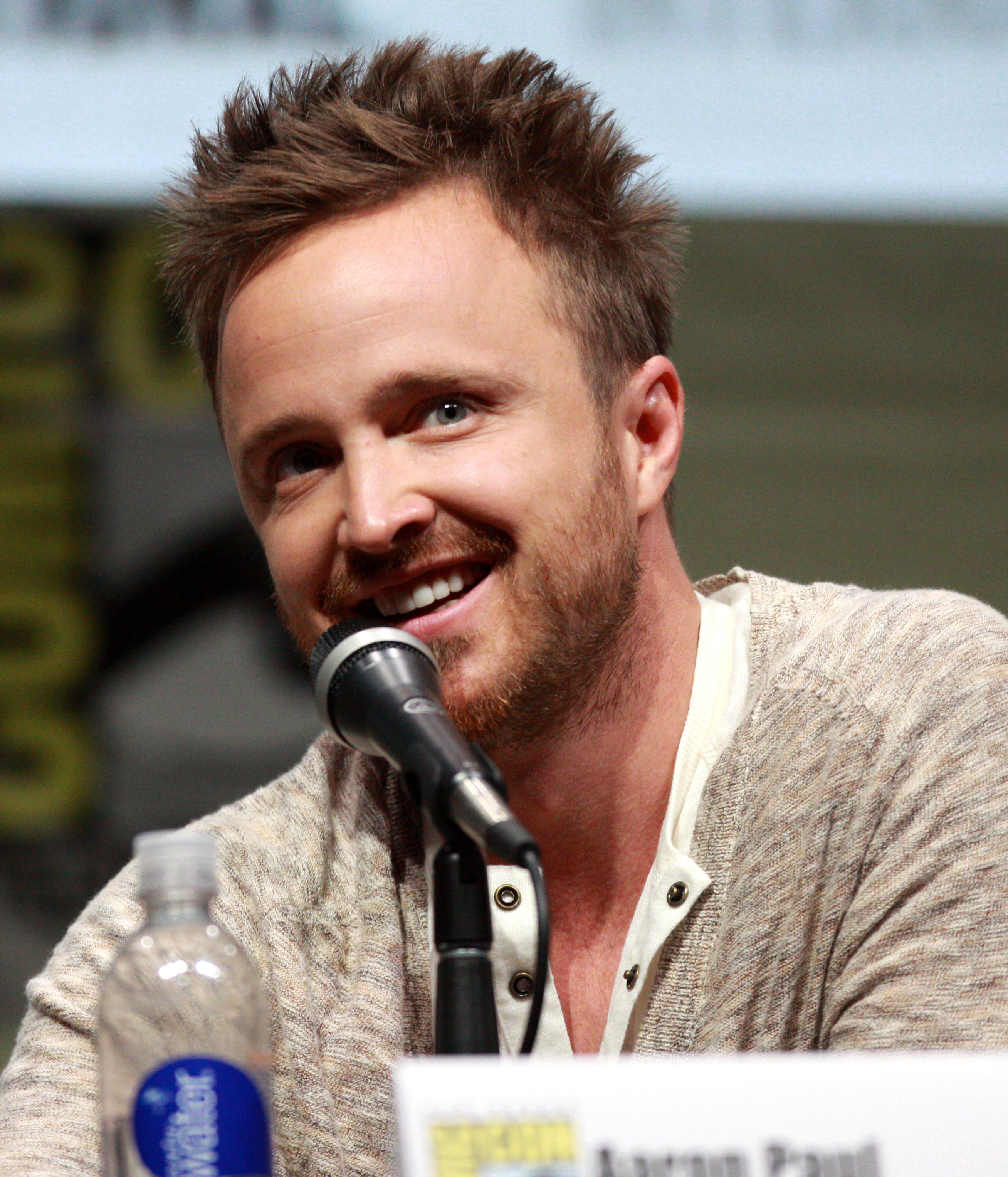
A estrela de Breaking Bad Aaron Paul aparece no episódio "The Popular Kids" como Mike Zizzo.

No episódio "Derailed", Chris Bauer co-estrelou como Dr. Theodore Bryar, um esquizofrênico paranóico que manteve vários passageiros reféns, incluindo Elle Greenaway, em um trem. Jeff Kober co -estrelou como amigo imaginário de Bryar, Leo, e MC Gainey co -estrelou como detetive Frank Moretti, que lidera a investigação da situação dos reféns. No episódio "The Popular Kids", Will Rothhaar co -estrelou como Cory Bridges, um assassino cult que assassinou dois estudantes do ensino médio. No episódio "Blood Hungry", Kris Lemche co -estrelou como assassino canibal, Eddie Mays, e Lindsay Crouse interpretou sua mãe, Mary. No episódio "What Fresh Hell?",co-estrelou como Donald Curtis, um pedófilo que sequestra uma menina de onze anos chamada Belinda Copeland.

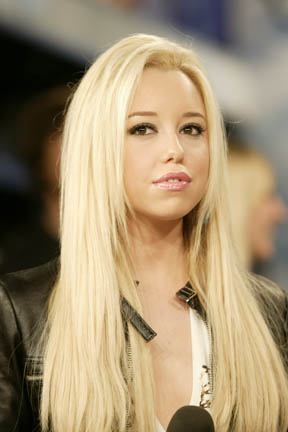
Skyler Shaye aparece no episódio "The Tribe" como Ingrid Griesen.

No episódio "Poison", Nick Jameson co-estrelou como Edward Hill, um serial killer que mata pessoas com drogas venenosas. No episódio "Riding the Lightning", Jeannetta Arnette co -estrelou como Sarah Jean Mason, uma presa no corredor da morte que está determinada a garantir que seu filho nunca descubra a verdade de sua filiação. Michael Massee co -estrelou como Jacob Dawes, um serial killer que assassinou várias adolescentes. No episódio "Unfinished Business", Aaron Lustig co -estrelou como Walter Kern, também conhecido como "The Keystone Killer", e Geoff Pierson co-estrelou como Max Ryan, um agente aposentado do FBI que está determinado a encontrar o assassino.

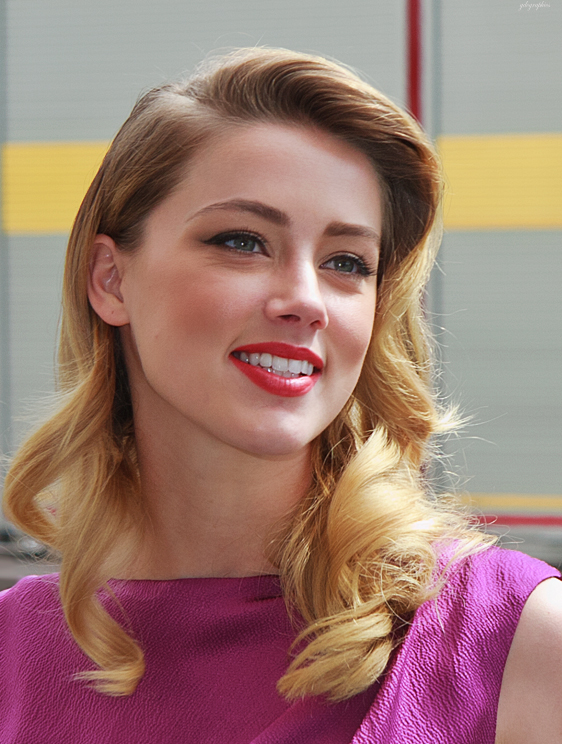
Amber Heard aparece no episódio "Somebody's Watching" como Lila Archer.

No episódio "The Tribe", Chad Allen co-estrelou como Jackson Cally, um líder de culto que tortura e mata estudantes universitários. No episódio "A Real Rain", Ethan Phillips co-estrelou como assassino vigilante esquizofrênico Marvin Doyle. David Aaron Baker interpretou Will Sykes, um imitador de Doyle que queria ser famoso, e Tonya Pinkins interpretou a detetive Nora Bennett, que lidera a investigação dos assassinatos. No episódio "Somebody's Watching", Katheryn Winnick co -estrelou como Maggie Lowe, uma serial killer e perseguidora que é obcecada pela atriz Lila Archer. Ian Anthony Dale co-estrelou como o detetive Owen Kim, que lidera a investigação dos assassinatos.

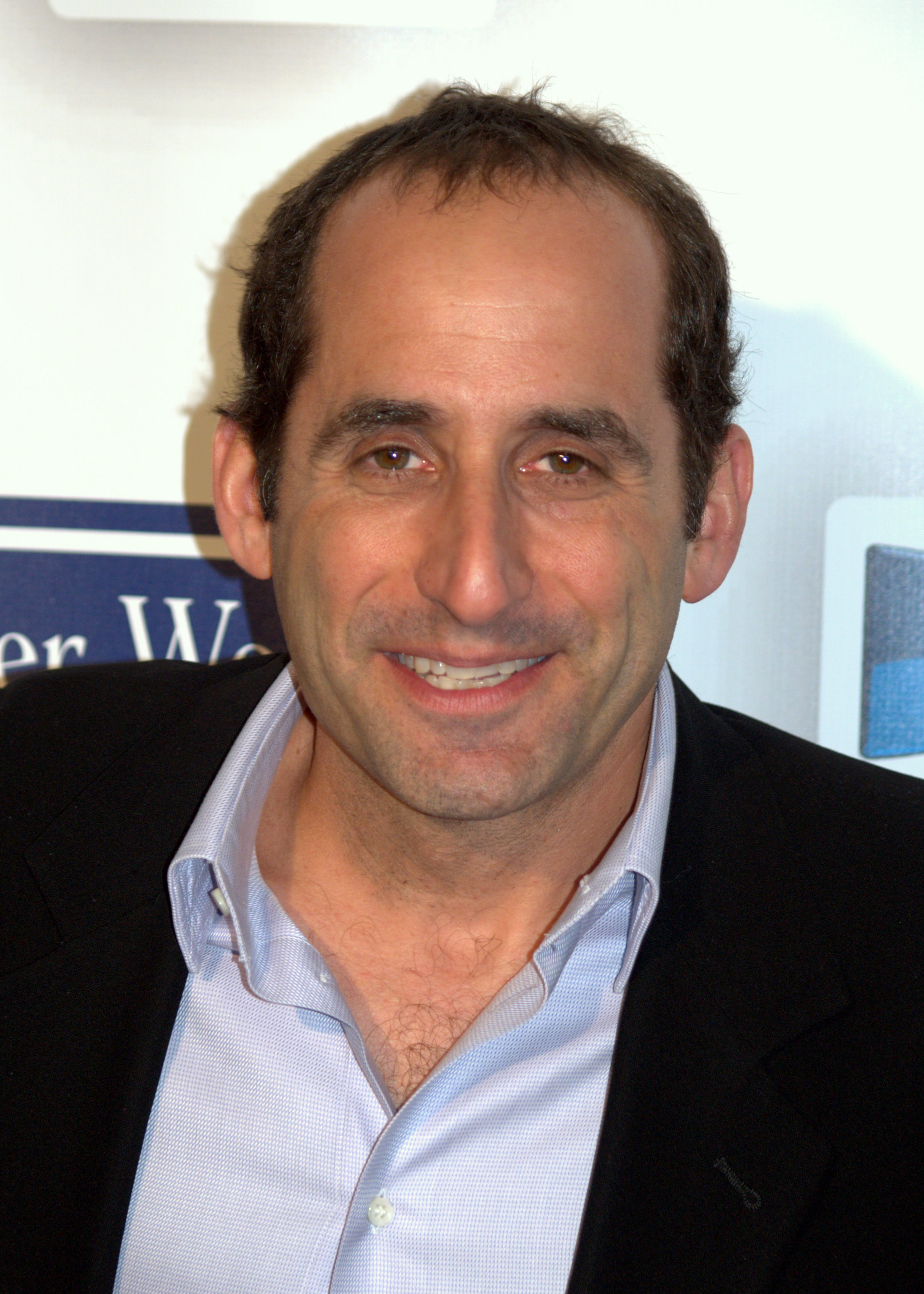
Peter Jacobson aparece no episódio "Somebody's Watching" como Michael Ryer.

No episódio "Charm and Harm", Andy Comeau co -estrelou como Mark Gregory, um serial killer e sequestrador que mata suas vítimas afogando-as. No episódio, "Secrets and Lies", Ray Baker co-estrelou como desonesto agente da CIA Bruno Hawks. No final da temporada "The Fisher King (Parte I)", Charles Haid co -estrelou como um dos criminosos mais notórios da série, Randall Garner, também conhecido como "The Fisher King", um serial killer e sequestrador responsável pela tentativa de assassinato de Elle Greenway. O incidente provou ser tão traumatizante que ela renunciou ao BAU na temporada seguinte.

## Episódios
| Seq. | Episódios | Título                           | Direção              | Escrito por                    | Data de exibição       | Audiência EUA (em milhões) |
| --- | --------- | -------------------------------- | -------------------- | ------------------------------ | ---------------------- | -------------------------- |
| 1 | 1         | "Agressor Extremo"               | Richard Shepard      | Jeff Davis                     | 22 de setembro de 2005 | 19,57                      |
| Quando uma mulher de Seattle, Washington desaparece e as autoridades ligam seu desaparecimento a três assassinatos não resolvidos, a Unidade de Análise Comportamental do FBI se propõe a prender o assassino e resgatar sua última vítima. O chefe da unidade Aaron Hotchner é designado para determinar se o perfilador veterano Jason Gideon, chamado de licença médica para este caso, está apto a retornar ao serviço permanentemente. |           |                                  |                      |                                |                        |                            |
| 2 | 2         | "Compulsão"                      | Charles Haid         | Jeff Davis                     | 28 de setembro de 2005 | 10,57                      |
| Quando um estudante universitário de Tempe, Arizona, morre no último de uma série de incêndios, a BAU tenta pensar fora da caixa enquanto faz malabarismos para traçar o perfil do incendiário em série que se tornou assassino em série e impedi-los de atear outro incêndio. Gideon se recupera de uma experiência de quase morte e a equipe recebe a especialista em crimes sexuais Elle Greenaway ( Lola Glaudini ).                    |           |                                  |                      |                                |                        |                            |
| 3 | 3         | "Não vou ser enganado novamente" | Kevin Bray           | Aaron Zelman                   | 5 de outubro de 2005   | 11,98                      |
| Quando duas explosões atingem as comunidades de Palm Beach, na Flórida , a BAU tenta rastrear um homem-bomba que está deliberadamente replicando o MO do assassino em massa encarcerado Adrian Bale ( Tim Kelleher ) e Gideon se vê forçado a reviver suas memórias dos eventos que cercaram seu encontro. com Bale e subsequente colapso nervoso.                                                                                          |           |                                  |                      |                                |                        |                            |
| 4 | 4         | "À vista"                        | Matt Earl Beesley    | Edward Allen Bernero           | 12 de outubro de 2005  | 13,76                      |
| Quando seis mulheres de San Diego, Califórnia, são estupradas, assassinadas e posadas com os olhos abertos, a BAU se propõe a traçar o perfil de um assassino que foge das autoridades atacando em plena luz do dia e se misturando aos bairros que ele visa. |           |                                  |                      |                                |                        |                            |
| 5 | 5         | "Espelho quebrado"               | Guy Norman Bee       | Judith McCreary                | 19 de outubro de 2005  | 12,79                      |
| Quando a filha de um procurador-geral assistente executivo é sequestrada ao sair de uma festa, o BAU faz malabarismos para proteger a irmã gêmea da vítima, identificando o motivo por trás do sequestro e determinando se o sequestrador é ou não um deles. Convidado estrelado por Matt Letscher . |           |                                  |                      |                                |                        |                            |
| 6 | 6         | "LDSK"                           | Ernest Dickerson     | André Wilder                   | 2 de novembro de 2005  | 16,22                      |
| Quando um franco-atirador mata seis civis de Des Plaines, Illinois, e involuntariamente mata um, a BAU trabalha com as autoridades locais para impedi-lo de executar outro ataque. Reid se vê forçado a trabalhar sem uma arma depois de ser reprovado no exame de qualificação de armas de fogo. |           |                                  |                      |                                |                        |                            |
| 7 | 7         | "A Raposa"                       | Guy Norman Bee       | Simon Mirren                   | 9 de novembro de 2005  | 15.09                      |
| Quando duas famílias que vivem em dois estados diferentes são encontradas mortas dias depois de terem saído de férias, o BAU começa a traçar o perfil de um aniquilador de família que se vê como a figura paterna perfeita e se dedica a punir o que ele acredita ser famílias disfuncionais. |           |                                  |                      |                                |                        |                            |
| 8 | 8         | "Matador nato"                   | Peter Ellis          | Debra J. Fisher & Erica Messer | 16 de novembro de 2005 | 14,36                      |
| Quando um agente disfarçado desaparece na mesma noite em que uma família de Baltimore, Maryland é encontrada morta em dois locais separados, a BAU trabalha com a Unidade de Crime Organizado para prender um assassino responsável por mais de cem assassinatos. |           |                                  |                      |                                |                        |                            |
| 9 | 9         | "Descarrilado"                   | Félix Alcalá         | Jeff Davis                     | 23 de novembro de 2005 | 12,83                      |
| Um físico esquizofrênico sofre um colapso mental e mantém Elle e outros quatro civis reféns em um trem de passageiros a caminho de Dallas, Texas . Reid e o BAU tentam estabelecer confiança com o atirador e evitar baixas, acompanhando as alucinações do homem. |           |                                  |                      |                                |                        |                            |
| 10 | 10        | "As Crianças Populares"          | Andy Wolk            | Edward Allen Bernero           | 30 de novembro de 2005 | 15,56                      |
| Quando o corpo de um estudante do ensino médio é encontrado perto da Montanha Massanutten e sua namorada é dada como desaparecida, a BAU tenta determinar se os crimes foram cometidos por um culto satânico. Reid confia em seus companheiros de equipe sobre sua batalha com uma série de pesadelos recorrentes. |           |                                  |                      |                                |                        |                            |
| 11 | 11        | "Com fome de sangue"             | Charles Haid         | Ed Napier                      | 14 de dezembro de 2005 | 15,23                      |
| Quando dois assassinatos aparentemente não relacionados ocorrem no Tennessee , a BAU inicia uma caçada a um assassino canibal obcecado por um jovem do bairro. Depois de ferir a perna (o que ele diz à equipe) em um acidente de paraquedismo, Gideon se vê forçado a trabalhar remotamente de Quantico, invadindo o espaço de Garcia e levando-a à distração.                                                                             |           |                                  |                      |                                |                        |                            |
| 12 | 12        | "Que inferno fresco?"            | Adam Davidson        | Judith McCreary                | 11 de janeiro de 2006  | 15,92                      |
| Quando uma menina de onze anos é sequestrada em plena luz do dia em um parque comunitário de Wilmington, Delaware , a BAU trabalha com as autoridades locais para determinar se seu pai foi ou não responsável. |           |                                  |                      |                                |                        |                            |
| 13 | 13        | "Poção"                          | Thomas J. Wright     | Aaron Zelman                   | 18 de janeiro de 2006  | 14,65                      |
| Quando oito moradores de Beachwood, Nova Jersey , são envenenados com uma combinação de LSD e rohypnol , o BAU faz malabarismos para identificar o envenenador e evitar que um incidente de maior escala ocorra. |           |                                  |                      |                                |                        |                            |
| 14 | 14        | "Cavalgando o Relâmpago"         | Chris Long           | Simon Mirren                   | 25 de janeiro de 2006  | 14.10                      |
| No corredor da morte, apenas algumas horas antes de sua execução, a equipe está entrevistando marido e mulher assassinos em série responsáveis pelos assassinatos de mais de dezoito adolescentes da Flórida . Gideon suspeita que a esposa é inocente e tenta provar sua teoria antes que o tempo acabe. |           |                                  |                      |                                |                        |                            |
| 15 | 15        | "Negócios Inacabados"            | J. Miller Tobin      | Debra J. Fisher & Erica Messer | 1 de março de 2006     | 11,72                      |
| Um notório serial killer da Filadélfia, Pensilvânia, aparentemente ressurge após uma ausência de dezoito anos, mas com métodos diferentes e vítimas mais velhas, e envia uma carta provocativa ao perfilador aposentado do FBI Max Ryan ( Geoff Pierson ). O BAU luta para determinar se este é um imitador, ou se o assassino retomou sua matança.                                                                                         |           |                                  |                      |                                |                        |                            |
| 16 | 16        | "A tribo"                        | Matt Earl Beesley    | André Wilder                   | 8 de março de 2006     | 15,27                      |
| Quando cinco estudantes universitários do Novo México são torturados, mutilados e assassinados, a BAU determina que o crime foi um assassinato em bando por um culto racista do tipo Manson Family , obcecado em fingir ser nativos americanos. Hotch enfrenta uma tensa reunião com seu irmão Sean. |           |                                  |                      |                                |                        |                            |
| 17 | 17        | "Uma verdadeira chuva"           | Glória Muzio         | Chris Mundy                    | 22 de março de 2006    | 13.03                      |
| Quando três pessoas são mortas a tiros na cidade de Nova York , a BAU se propõe a rastrear um vigilante empenhado em se vingar de criminosos que fugiram de seus crimes. |           |                                  |                      |                                |                        |                            |
| 18 | 18        | "Alguém está assistindo"         | Paul Shapiro         | Ed Napier                      | 29 de março de 2006    | 12,54                      |
| Enquanto conduziam um seminário de perfil em Los Angeles, Califórnia , Gideon e Reid decidiram identificar um perseguidor assassino obcecado pela estrela da televisão Lila Archer ( Amber Heard ), mas a crescente atração de Lila por Reid ameaça comprometer a investigação. |           |                                  |                      |                                |                        |                            |
| 19 | 19        | "Machismo"                       | Guy Norman Bee       | Aaron Zelman                   | 12 de abril de 2006    | 11,76                      |
| Quando treze idosas são agredidas sexualmente e assassinadas no México , o BAU enfrenta resistência das autoridades locais enquanto tentam identificar o autor do crime. Hotch concilia suas responsabilidades no trabalho e suas responsabilidades em casa. |           |                                  |                      |                                |                        |                            |
| 20 | 20        | "Charme e Dano"                  | Félix Alcalá         | Debra J. Fisher & Erica Messer | 19 de abril de 2006    | 13,53                      |
| Quando cinco jovens mulheres são sequestradas, torturadas e afogadas em banheiras de hotéis em todo o Sul , a BAU se propõe a prender um serial killer que muda sua aparência para evitar a captura. |           |                                  |                      |                                |                        |                            |
| 21 | 21        | "Segredos e Mentiras"            | Matt Earl Beesley    | Simon Mirren                   | 3 de maio de 2006      | 12,17                      |
| Quando um agente disfarçado da CIA é torturado até a morte depois de ajudar um informante a se esconder de seu marido fisicamente abusivo, mas poderoso, o BAU interroga os quatro agentes antiterroristas ligados ao seu caso na tentativa de expor o traidor. |           |                                  |                      |                                |                        |                            |
| 22 | 22        | "O Rei Pescador, Parte 1"        | Edward Allen Bernero | Edward Allen Bernero           | 10 de maio de 2006     | 12,67                      |
| Quando cada membro individual da BAU recebe uma mensagem misteriosa durante as férias mandatadas pela agência, a equipe suspeita que eles se tornaram peões em um elaborado jogo de fantasia e partem para identificar um assassino em série com uma fixação mortal na lenda arturiana . |           |                                  |                      |                                |                        |                            |